# Seznam kulturních památek v Petrovicích u Sušice
Tento seznam nemovitých kulturních památek v obci Petrovice u Sušice v okrese Klatovy vychází z  Ústředního seznamu kulturních památek ČR, který na základě zákona č. 20/1987 Sb., o státní památkové péči, vede Národní památkový ústav jako ústřední organizace státní památkové péče. Údaje jsou průběžně upřesňovány, přesto mohou obsahovat i řadu věcných a formálních chyb a nepřesností či být neaktuální. 
Pokud byly některé části dotčeného území vyčleněny do samostatných seznamů, měly by být odkazy na tyto dílčí seznamy uvedeny v úvodu tohoto seznamu nebo v úvodu příslušné sekce seznamu.

## Petrovice u Sušice
|  | Kategorie „Church of Saints Peter and Paul (Petrovice u Sušice) “ na Wikimedia Commons | Hledat fotografie a kategorie ve Wikimedia Commons podle rejstříkového čísla památky | Nahrát snímek k tomuto tématu do úložiště Wikimedia Commons |  |

|  | Kategorie „Rectory in Petrovice u Sušice “ na Wikimedia Commons | Hledat fotografie a kategorie ve Wikimedia Commons podle rejstříkového čísla památky | Nahrát snímek k tomuto tématu do úložiště Wikimedia Commons |  |

|  |  | Hledat fotografie a kategorie ve Wikimedia Commons podle rejstříkového čísla památky | Nahrát snímek k tomuto tématu do úložiště Wikimedia Commons |  |

|  |  | Hledat fotografie a kategorie ve Wikimedia Commons podle rejstříkového čísla památky | Nahrát snímek k tomuto tématu do úložiště Wikimedia Commons |  |

## Jiřičná
| Památka                       | Fotografie                                      | Rejstříkové číslo v ÚSKP                                                             | Sídelní útvar                                               | Poloha                                                                                            | Popis a poznámky |
| ----------------------------- | ----------------------------------------------- | ------------------------------------------------------------------------------------ | ----------------------------------------------------------- | ------------------------------------------------------------------------------------------------- | --- |
| Hrad pod Hrnčířem (Q21624276) | \| \| \| \| \| \|                               | 32917/4-4079 Pam. katalog MIS                                                        | Jiřičná                                                     | na ostrožně na východním úbočí vrchu Hrnčíř, pp. 34/1, 255 49°12′41,26″ s. š., 13°26′53,84″ v. d. | Hrad z poloviny 13. století. Pozůstatky drobného a zřejmě jen krátkou dobu existujícího hradu, neznámého z písemných pramenů. Nad silnicí z Petrovic do Jiřičné na ostrožně vybíhající do údolí Pstružného potoka z východního svahu vrchu Hrnčíř se nacházejí relikty drobného hradu, jehož jméno není známo. Čelní západní stranu chránily 2 šíjové příkopy, mezi kterými vznikla úzká plocha. V jižní části této plochy je patrný pozůstatek zahloubeného objektu. Na ploše vnitřního hradu, která má tvar úzkého trojúhelníka, je patrno jen několik jam nejasného původu. Na východní straně je příkopem od plochy hradu oddělen samotný skalnatý konec ostrožny. Památkově chráněno od 28. ledna 1976. |
|                               | Kategorie „Hrnčíř Castle “ na Wikimedia Commons | Hledat fotografie a kategorie ve Wikimedia Commons podle rejstříkového čísla památky | Nahrát snímek k tomuto tématu do úložiště Wikimedia Commons |                                                                                                   | |

## Žikov
| Památka                 | Fotografie        | Rejstříkové číslo v ÚSKP                                                             | Sídelní útvar                                               | Poloha                                             | Popis a poznámky |
| ----------------------- | ----------------- | ------------------------------------------------------------------------------------ | ----------------------------------------------------------- | -------------------------------------------------- | --- |
| Zámek Žikov (Q30730624) | \| \| \| \| \| \| | 38072/4-3415 Pam. katalog MIS                                                        | Žikov                                                       | Žikov 1, 15 49°13′54,07″ s. š., 13°27′27,77″ v. d. | Barokní zámeček s hospodářským dvorem a parkem, vystavěný někdy během 17. a 18. století na pozůstatcích bývalé tvrze ze 2. poloviny 16. století, úpravy v 19. století. Areál zámku se rozprostírá v mírně svažitém terénu východně od silnice na Františkovu Ves. Podél silnice jsou situovány chlévy a budova vysoké neomítnuté sýpky, ze severu navazují budovy čeledníků a správní objekt, za horní branou následují z východu malý objekt a vlastní zámecká budova. Z jihu je dvůr uzavřen stodolami se spodní branou. Areál doplňuje park s altánkem po jihovýchodní straně. - zámek čp. 1. Jednopatrová zděná budova obdélné dispozice pod mansardovou střechou s pěticí vikýřů v delších a po jednom v kratší straně. Hlavní průčelí o 9 osách je obráceno do dvora. - správní budova čp. 15. Přízemní zděná budova na půdorysu mírně protáhlého obdélníka, situovaná západně od horní brány do dvora. Krytá vyšší valbovou střechou s eternitem, v hřebeni dřevěná zvonička krytá šindelem s cibulkou a křížkem. - čeledníky. Zděná patrová budova na obrysu protáhlého obdélníka s hlavní průčelím do dvora. Střecha sedlová, v ose průčelí do dvora nad zvýšeným rizalitem valbovitě předsazena. - sýpka. Výrazná zděná budova na lichoběžníkovém půdorysu situovaná v severozápadním rohu dvora. Krytá stanovou střechou. - chlévy. Zděná budova vystavěna na obdélném půdorysu, severní část budovy je zvýšena, obě části kryty sedlovou střechou s pálenou krytinou. - stodola. Zděná budova půdorysu protáhlého obdélníka, krytá valbovou střechou s větracími vikýři v hřebeni, krytinou je eternit. K jižní straně je přistavěno nižší krátké křídlo se sedlovou střechou. - objekt u brány. Zděná budova na lichoběžníkovém půdorysu krytá valbovou střechou s eternitem. - park. Původně situován vně dvora zřejmě na severní a částečně západní straně, současně jde pouze o jednotlivé přerostlé a neudržované stromy, listnaté a jehličnaté. - altán. Zděné stavení na půdorysu šestiúhelníku s kamennou podezdívkou a cihlovým omítnutým zdivem do výšky parapetu. Výše se jedná o dřevěnou stavbu s dřevěnými sloupky v hranách. Ve stěnách obdélná, na výšku osazená okna. Stavba je krytá jehlancovou mansardovou střechou s kovovou jehlovou špicí. - ohradní zeď se 2 branami. Ohrazení areálu tvoří z převážné většiny obvodové zdi hospodářských budov. Brány při jihozápadním a při severovýchodním nároží areálu tvoří dvojice silných zděných sloupků s korunní římsou a sedlovou stříškou s prejzami. V jižní bráně je torzo dvoukřídlé zdobné mříže, v severní bráně jsou již vrata svařovaná z trubek s bočními vrátky. Ohradní zeď již není dochována, pouze ze severu nad zámeckou budovou je při silnici kamenná zídka, z níž vyrůstají betonové sloupky s dřevěným plaňkovým plotem. Zbytky ohradní zdi vedou na jih k altánku a dále západně k jižní bráně. V areálu dvora je zbytek zděného oplocení s bránou (ve směru Z–V mezi stodolou a seníkem), který dříve patrně odděloval zámek od hospodářských budov. Památkově chráněno od 26. března 1964. |
|                         |                   | Hledat fotografie a kategorie ve Wikimedia Commons podle rejstříkového čísla památky | Nahrát snímek k tomuto tématu do úložiště Wikimedia Commons |                                                    | |

## Částkov
| Památka                    | Fotografie                                                                           | Rejstříkové číslo v ÚSKP                                                             | Sídelní útvar                                               | Poloha                                                 | Popis a poznámky |
| -------------------------- | ------------------------------------------------------------------------------------ | ------------------------------------------------------------------------------------ | ----------------------------------------------------------- | ------------------------------------------------------ | --- |
| Usedlost čp. 7 (Q33244370) | \| \| \| \| \| \|                                                                    | 35668/4-3414 Pam. katalog MIS                                                        | Částkov                                                     | Částkov 7, náves 49°14′18,54″ s. š., 13°27′4,65″ v. d. | Venkovská usedlost s mimořádně hodnotným domem špýcharového typu s klenutými obytnými místnostmi. Usedlost sestávající na západní straně z obytné chalupy s hospodářskou částí (špýcharem), na protější východní straně leží chlévy; severní strana dvora uzavřena stodolou s kůlnou a sklepem. Oplocení usedlosti s branou a s další ohradní zdí mezi dvorem a zahradou, ve kterém je suché WC. - obytný dům se špýcharem. Obytné stavení je obdélného půdorysu, se sedlovou střechou krytou drážkovkami. Krov je z r. 1893. Průčelí s širokým barokním štítem o třech okenních osách. Ve štítu jsou tři niky v řadě, mezi nimi dvě jednokřídlá šestitabulková okénka; ve vrcholu půlkruhový větrací otvor vyplněný cihelnou vyzdívkou s mezerami. - chlévy. Proti domu ve dvoře stojí objekt chlívku, postavený v roce 1931. Objekt je zakrytý pultovou střechou. - stodola. V zadní části dvora stojí stodola, situovaná kolmo k silnici, se sedlovou střechou, průjezdná, vrata jsou prkenná. V pravé části je směrem do dvora přístavek s obdélným vstupem, krytý přetaženou střechou stodoly. V levé části stodoly je kůlna, do které se vchází plaňkovými vraty. Před touto částí stodoly je vstup do valeného sklepa, krytý přetaženou střechou stodoly; v tomto místě je ve střeše prkenný sedlový vikýř. - ohradní zeď s branou. Mezi stodolou a domem je zděná ohradní zeď se segmentově zaklenutou branou, ve které jsou prkenná vrata. Podél dvora vede od chlívku ke stodole zděná ohradní zeď, ve které je blíže ke stodole vestavěn suchý záchod. Je krytý sedlovou střechou s pálenými bobrovkami, štítek je bedněn prkny. Památkově chráněno od 26. března 1964. |
|                            | Kategorie „Cultural monuments in Částkov (Petrovice u Sušice) “ na Wikimedia Commons | Hledat fotografie a kategorie ve Wikimedia Commons podle rejstříkového čísla památky | Nahrát snímek k tomuto tématu do úložiště Wikimedia Commons |                                                        | |

## Svojšice
|  | Kategorie „Svojšice (castle) “ na Wikimedia Commons | Hledat fotografie a kategorie ve Wikimedia Commons podle rejstříkového čísla památky | Nahrát snímek k tomuto tématu do úložiště Wikimedia Commons |  |

|  | Kategorie „Church of Saint John the Baptist (Svojšice) “ na Wikimedia Commons | Hledat fotografie a kategorie ve Wikimedia Commons podle rejstříkového čísla památky | Nahrát snímek k tomuto tématu do úložiště Wikimedia Commons |  |

|  |  | Hledat fotografie a kategorie ve Wikimedia Commons podle rejstříkového čísla památky | Nahrát snímek k tomuto tématu do úložiště Wikimedia Commons |  |

## Rovná
| Památka                    | Fotografie        | Rejstříkové číslo v ÚSKP                                                             | Sídelní útvar                                               | Poloha                                             | Popis a poznámky |
| -------------------------- | ----------------- | ------------------------------------------------------------------------------------ | ----------------------------------------------------------- | -------------------------------------------------- | --- |
| Usedlost če. 1 (Q38092382) | \| \| \| \| \| \| | 18018/4-3281 Pam. katalog MIS                                                        | Rovná                                                       | Rovná če. 1 49°12′37,29″ s. š., 13°23′48,45″ v. d. | Venkovská usedlost s roubeným obytným stavením na kamenné podezdívce se stěnami krytými šalováním, s bedněným štítem s pavláčkou a se zvoničkou ve vrcholu střechy. Stodola zděná. Venkovská usedlost horského typu z 19. století. Původní atypická dispozice usedlosti ve tvaru písmene Z se nedochovala. Křídla vytvářela obytná roubená část a stodola, spojnicí mezi nimi byl zděný hospodářský trakt. Jednotlivé objekty byly k sobě vázány nikoli ostrým, ale pravým úhlem. Ze spojovacího hospodářského traktu se zachovaly pouze zbytky zdí. - obytné stavení - stodola Poznámka: původně čp. 3 Památkově chráněno od 26. března 1964. |
|                            |                   | Hledat fotografie a kategorie ve Wikimedia Commons podle rejstříkového čísla památky | Nahrát snímek k tomuto tématu do úložiště Wikimedia Commons |                                                    | |